# Пршемисъл от Моравия
Пршемисъл от Моравия (на чешки: Přemysl, * 1209; † 16 октомври 1239) от род Пршемисловци, е маркграф на Моравия.

## Биография
Той е най-малкият син на крал Отокар I от Бохемия (1155 – 1230) и втората му съпруга Констанция Унгарска от род Арпади (1180 – 1240), дъщеря на унгарския крал Бела III. Най-големият му брат е крал Венцеслав I, с когото се конкурира цял живот.
През 1233 г. Пршемисъл помага на австрийския херцог Фридрих II Бабенберг против бохемския крал. Брат му Венцеслав му прощава, но през 1237 г. Пршемисъл отново въстава неуспешно против краля на Бохемия. Пршемисъл бяга през 1238 г. в Унгария и крал Бела IV му помага да получи обратно част от владенията му. След една година той умира (1239).
Неговият племенник Вацлав Моравски го последва като маркграф на Моравия.

## Брак
Пршемисъл се жени преди 25 септември 1232 г. за Маргарета фон Андекс-Мерания (* 1220; † 18 октомври 1271), дъщеря на херцог Ото I от Мерания и на пфалцграфиня Беатрис II Бургундска. Бракът е бездетен.
Вдовицата му Маргарета се омъжва втори път на 2 юни 1240 г. за граф Фридрих I фон Труендинген.